# 9e arrondissement de Cotonou
Pour les articles homonymes, voir 9e arrondissement.
Le 9e arrondissement de Cotonou est l'un des treize arrondissements de la commune de Cotonou dans le département du Littoral au Bénin.

## Géographie
Le 9e arrondissement de Cotonou est situé dans le Sud du Bénin et compte quatre quartiers que sont Fifadji, Vossa Kpodji, Zogbo et Zogbohoue.

## Démographie
Selon le recensement de la population de 2013 conduit par l'Institut national de la statistique et de l'analyse économique (INSAE), le 9e arrondissement de Cotonou compte 57 691 habitants.